# Klaus Peter Mortensen
Klaus Peter Mortensen (født 3. juni 1942, død 6. oktober 2021) var professor og redaktør.
Klaus Peter Mortensens forfatterskab tæller bøger om Herman Bang, Henrik Pontoppidan og Thomasine Gyllembourg. Han stod for den videnskabelige nyudgivelse af H.C. Andersens samlede værker og redigerede et værk om dansk litteraturhistorie.

## Hæder
- 1991 Dansk Forfatterforenings H.C. Andersen Legat
- 2006 Selskabet for de skiønne og nyttige Videnskabers Pris: Selskabets medalje
- 2007 Holberg-medaljen[1]

## Reference
1. ↑  Kunstrådets newsletter (Webside ikke længere tilgængelig)